# Tongxin Jishu Shiyan
Tongxin Jishu Shiyan ou TJS (chinois : 通信技术试验 ; pinyin : Tōngxìn Jìshù Shìyàn ; litt. « Satellite de tests de technologies de communication ») est une série de satellites artificiels chinois déployés en orbite géostationnaire à compter de 2015  et présentés officiellement par les autorités chinoises comme des satellites de télécommunications mais dont les caractéristiques détaillées n'ont pas été publiées. Ils sont considérés par les observateurs occidentaux comme des satellites militaires d'écoute électronique (famille des satellites Qianshao-3) et d'alerte avancée (famille des satellites Huoyan-1).

## Caractéristiques techniques

### Satellites d'écouteQianshao-3
Les satellites TJS 1, 4, 9 et 12, construits par le conglomérat chinois CAST, sont lancés respectivement en 2015, 2019, 2021 et 2024. Ils sont considérés comme étant la série de satellites d'écoute électronique Qianshao-3.
Sur la base d'une image de synthèse diffusée par la chaine télévisée chinoise dans le cadre du lancement de TJS 4, certaines caractéristiques du satellites peuvent être déduites. Le satellite dispose de réflecteurs triangulaires qui permettent de collecter les émissions radio sur une très large bande (1,2m à 20cm, c'est-à-dire de 250MHz à 1,5GHz). Ces longueurs d'onde sont utilisées par les radars de veille, les relais de communications microondes ainsi que les communications cellulaires
.

### Satellites d'alerte avancéeHuoyan-1
Les satellites  TJS 2, 5, 6 et 13, ainsi que les 2 satellites Shiyan-10, construits par le conglomérat chinois SAST, sont considérés comme étant la série de satellites d'alerte avancée Huoyan-1.
Particularité du TJS-13, lancé le 3 décembre 2024 depuis la base de Xichang, ce TJS-13 a été placé sur une orbite de Molnia. Il y a rejoint deux autres satellites chinois : Shiyan-10 (01) et Shiyan-10 (02). Ce type d'orbite, ainsi que la mise en place d'un trio, conduit à penser à une mission de communications par satellite pour de hautes latitudes dans l'hémisphère nord ou pour de l'alerte avancée. Les deux satellites Shiyan-10 avaient été lancés en septembre 2021 et décembre 2022.

### TJS 3
Le satellite TJS-3, construit par le conglomérat chinois CAST est lancé en 2018. Il est considéré  comme un satellite d'écoute électronique. Une fois sur son orbite de travail, il a libéré un sous-satellite qui a manœuvré par la suite.
Le TJS-3 a également dérivé pour se placer à proximité de deux satellites militaires de télécommunication américains : USA 233 et USA 298. En particulier, il se serait rapproché à environ 6 km de USA 233 le 31 octobre 2022.

### TJS 7
Le satellite TJS 7, construit par le conglomérat chinois SAST, est lancé le 24 août 2021. Il devrait réaliser une expérience d'amarrage avec TJS-6.

### TJS 10
Le satellite TJS 10 est lancé le 3 novembre 2023.

### TJS 11
Le satellite TJS 11 est lancé le 23 février 2024.

### TJS 15
Lancé le 9 mars 2025 depuis la base de Xichang, le TJS-15 est destiné officiellement, selon la CASC, à tester des technologies de communication par satellites multibande et à grande vitesse.
Le patch de la mission représente Virūpākṣa, le roi de l'Ouest des quatre Rois célestes.

### TJS 16
Lancé le 29 mars 2025 depuis la base de Wenchang, le TJS-16 est destiné officiellement, selon la CASC, à tester des technologies de communication par satellites multibande et à grande vitesse. Ce satellite a été développé par la SAST, une des principales filiales de la CASC.
Le patch de la mission représente Dhṛtarāṣṭra, le roi de l'Est des quatre Rois célestes.

### TJS 17
Lancé le 10 avril 2025 depuis la base de Xichang, le TJS-17 est conçu par SAST et a officiellement la même mission que les TJS-15 et TJS-16.
Le patch de la mission représente Vaiśravaṇa, le roi du Nord des quatre Rois célestes, laissant supposer le lancement prochainement d'un 4e satellite après les TJS-15 et TJS-16.
Le TJS-17 est le 8e satellite de ce genre à être lancé par la Chine en moins de 18 mois.

## Historique des lancements
| Nom            | Date lancement    | Sous-série   | Type                                              | Orbite approximative   | Identifiant NSSDC | SATCAT | Fabricant | Site de lancement | Lanceur              | Notes |
| -------------- | ----------------- | ------------ | ------------------------------------------------- | ---------------------- | ----------------- | ------ | --------- | ----------------- | -------------------- | --- |
| TJS-1          | 12 septembre 2015 | Qianshao-3 ? | écoute électronique ?                             | Orbite géostationnaire | 2015-046A         | 40892  | CAST      | Xichang           | Longue Marche 3B /G3 | Positionné sur la longitude 155° Est (au 10 avril 2025)                                                      |
| TJS-2          | 5 janvier 2017    | Huoyan-1 ?   | alerte avancée ?                                  | Orbite géostationnaire | 2017-001A         | 41911  | SAST      | Xichang           | Longue Marche 3B /G2 | Positionné sur la longitude 66,5° Est (au 10 avril 2025)                                                     |
| TJS-3          | 24 décembre 2018  | TJS-3        | écoute électronique ?                             | Orbite géostationnaire | 2018-110A         | 43874  | CAST      | Xichang           | Longue Marche 3B /G2 | Positionné à la longitude 127,3° Est (au 10 avril 2025) A libéré un sous-satellite 2018-110C, SATCAT n°43917 |
| TJS-4          | 17 octobre 2019   | Qianshao-3 ? | écoute électronique ?                             | Orbite géostationnaire | 2019-070A         | 44637  | CAST      | Xichang           | Longue Marche 3B /G3 | Positionné à la longitude 83,5° Est (au 10 avril 2025)                                                       |
| TJS-5          | 7 janvier 2020    | Huoyan-1 ?   | alerte avancée ?                                  | Orbite géostationnaire | 2020-002A         | 44978  | SAST      | Xichang           | Longue Marche 3B /G3 | Positionné sur la longitude 107,5° Est (au 10 avril 2025)                                                    |
| TJS-6          | 4 février 2021    | Huoyan-1 ?   | alerte avancée ?                                  | Orbite géostationnaire | 2021-010A         | 47613  | SAST      | Xichang           | Longue Marche 3B /G2 | Positionné sur la longitude 178,5° Est (au 10 avril 2025)                                                    |
| TJS-7          | 24 août 2021      | ?            | expérience d'amarrage en orbite géostationnaire ? | Orbite géostationnaire | 2021-077A         | 49115  | SAST      | Xichang           | Longue Marche 3B     | Positionné sur la longitude 99,5° Ouest (au 10 avril 2025)                                                   |
| Shiyan-10 (01) | 27 septembre 2021 | Huoyan-1 ?   | Alerte avancée ?                                  | Orbite de Molnia       | 2021-087A         | 49258  | SAST      | Xichang           | Longue Marche 3B     | Même orbite que Shiyan-10 (02) et TJS-13                                                                     |
| TJS-9          | 29 décembre 2021  | Qianshao-3 ? | écoute électronique ?                             | Orbite géostationnaire | 2021-135A         | 50574  | CAST      | Xichang           | Longue Marche 3B     | Positionné sur la longitude 137,1° Est (au 10 avril 2025)                                                    |
| Shiyan-10 (02) | 29 décembre 2022  | Huoyan-1 ?   | Alerte avancée ?                                  | Orbite de Molnia       | 2022-178A         | 54878  | SAST      | Xichang           | Longue Marche 3B     | Même orbite que Shiyan-10 (01) et TJS-13                                                                     |
| TJS-10         | 3 novembre 2023   | ?            | démonstrateur technologique de communication ?    | Orbite géostationnaire | 2023-169A         | 58204  |           | Wenchang          | Longue Marche 7A     | Positionné sur la longitude 173° Est (au 10 avril 2025)                                                      |
| TJS-11         | 23 février 2024   | ?            | démonstrateur technologique de communication ?    | Orbite géostationnaire | 2024-037A         | 59020  |           | Wenchang          | Longue Marche 5      | Positionné sur la longitude 120,2° Est (au 10 avril 2025)                                                    |
| TJS-12         | 20 décembre 2024  | Qianshao-3 ? | alerte avancée ?                                  | Orbite géostationnaire | 2024-246A         | 62374  |           | Xichang           | Longue Marche 3B     | Positionné sur la longitude 146,5° Est (au 10 avril 2025)                                                    |
| TJS-13         | 3 décembre 2024   | Huoyan-1 ?   | alerte avancée ?                                  | Orbite de Molnia       | 2024-227A         | 62188  |           | Xichang           | Longue Marche 3B     | Même orbite que Shiyan-10 (01) et (02)                                                                       |
| TJS-14         | 23 janvier 2025   | Huoyan-1 ?   | alerte avancée ?                                  | Orbite géostationnaire | 2025-017A         | 62804  |           | Xichang           | Longue Marche 3B     | Positionné sur la longitude 18,5° Est (au 10 avril 2025)                                                     |
| TJS-15         | 10 mars 2025      | ?            | ?                                                 | Orbite géostationnaire | 2025-045A         | 63157  |           | Xichang           | Longue Marche 3B     | Positionné sur la longitude 90,3° Est (au 10 avril 2025)                                                     |
| TJS-16         | 29 mars 2025      | ?            | ?                                                 | Orbite géostationnaire | 2025-064A         | 63397  | SAST      | Wenchang          | Longue Marche 7A     | Positionné sur la longitude 152,5° Est (au 10 avril 2025)                                                    |
| TJS-17         | 10 avril 2025     | ?            | ?                                                 | Orbite géostationnaire |                   |        | SAST      | Xichang           | Long March 3B        | |